# Stenoplax mariposa
Stenoplax mariposa är en blötdjursart som först beskrevs av Bartsch MS, Dall 1919.  Stenoplax mariposa ingår i släktet Stenoplax och familjen Ischnochitonidae. Inga underarter finns listade i Catalogue of Life.